# Sašo Udovič
Sašo Udovič (12 de desembre de 1968) és un exfutbolista eslovè de la dècada de 1990.
Pel que fa a clubs, defensà els colors de Hajduk Split, KSK Beveren, Lausanne Sports, i LASK Linz. Fou 42 cops internacional amb la selecció eslovena, amb la que participà en l'Eurocopa 2000.